# Kungliga Operan

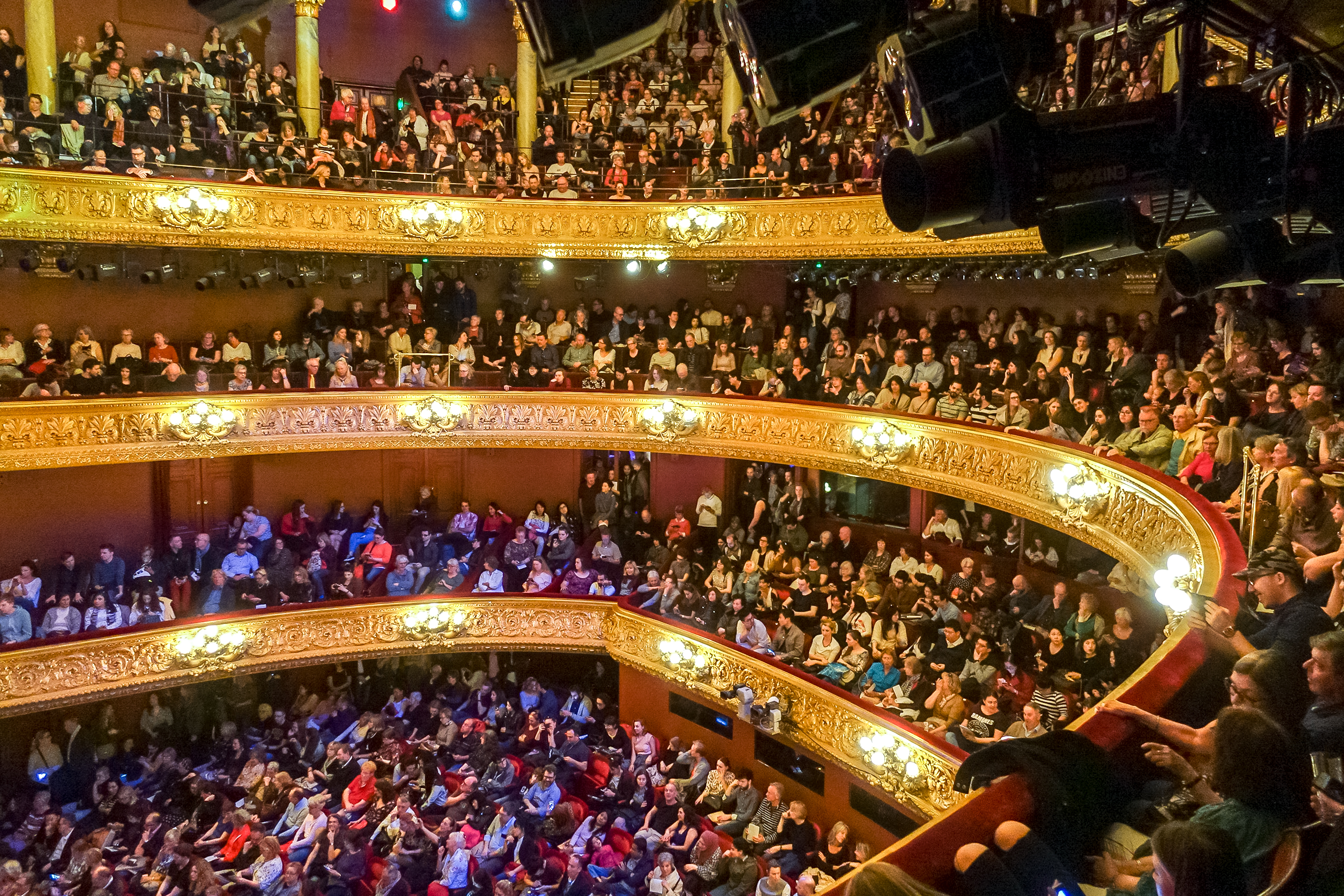
Salongen med parkett och tre rader publik inför en föreställning under Stockholms Kulturnatt 2018.

Kungliga Operan, vardagligt Operan, är Sveriges nationalscen för opera och balett och modern dans med ursprung från 1773. Kungliga Operan är belägen i kvarteret Norrström, mellan Gustav Adolfs torg och Kungsträdgården på Norrmalm i centrala Stockholm. Den bytte namn 1997 från Kungliga Teatern.

## Verksamhet och organisation
Av föreställningarna på Kungliga Operans scen är 60 procent opera och 40 procent balett. Varje år presenteras en repertoar med nya produktioner vid sidan om nypremiärer av tidigare, historiska produktioner. Operabyggnaden är även hemvist för Kungliga Baletten och Kungliga Hovkapellet samt Kungliga Operans kör. Operan har genom åren varit spelplats för många svenska och internationella scenpersonligheter och speciellt hedersutnämnda hovsångare/hovdansare, personer såsom Birgit Nilsson, Jussi Björling, Jenny Lind, Kristina Nilsson, Elisabeth Söderström, Anne Sofie von Otter, Sixten Ehrling, Anneli Alhanko, Ingmar Bergman, för att nämna några. Många kända svenska opera- och dansverk har haft sina urpremiärer här. Man presenterar också årligen särskilda produktioner för barn och familj.
Sedan 2009 delas det stora internationella priset Birgit Nilsson Prize ut vid en gala på Stora scenen.
Verksamheten vid Kungliga Operan skildrades i serien Livet på Operan i fem avsnitt som sändes 2013. Serien finns nu (2020) tillgänglig på Operan Play.

### Administration
Nuvarande chef för Operan är Fredrik Lindgren. Kungliga Operan är ett aktiebolag helägt av svenska staten, styrt enligt svensk kod för bolagsstyrning. Styrelsen har fyra till åtta ledamöter utsedda av ägaren, och ett antal personalrepresentanter.

### Scener
Förutom den stora huvudscenen har Operan genom åren också bedrivit verksamhet på andra scener. Scen Gäddviken med 180 platser öppnade år 2013 i Operans lokaler i Gäddviken, där Operan tillsammans med Dramaten har sina dekorverkstäder, kostymavdelning och förråd. Åren 1958-61 spelade man även mindre produktioner på den då näraliggande Blancheteatern, inlett med urpremiären på Sven-Erik Bäcks opera Tranfjädrarna, men vid början av 1960-talet ersattes den av en ny egen, periodvis använd, mindre extrascen i Operans huvudbyggnad, Rotundan, för kammaroperor och mindre produktioner. Den invigdes med urpremiären på Drömmen om Thérèse av Lars Johan Werle och Lars Runsten 23 maj 1964. Sedan många år spelar man också sommartid på Drottningholmsteatern i tidstypiska operaproduktioner och har även ibland samarbetat med andra scener, såsom slottsteatern Confidencen. 1998-2004 gjordes 18 produktioner på Vasateatern Många produktioner har förmedlats till en större publik via Sveriges Television och Sveriges Radio.

### Kungliga Operans kör
Kungliga Operans kör är med sitt 60-tal sångare Sveriges största professionella kör och en av världens äldsta, med sitt ursprung ända sedan starten 1773. För sin skicklighet tilldelades kören Svenska Dagbladets operapris 2013.

### Operan Play
I mars 2020 lanserades webbplatsen Operan Play som kombinerar inspelade föreställningar med livesändningar.

## Operabyggnader

### Bollhuset (1773–1782)
Svensk opera anses född med uppförandet på Stora Bollhuset den 18 januari 1773 i Stockholm av operan Thetis och Pelée av Francesco Antonio Uttini (med libretto av Johan Wellander) och Elisabeth Olin och Carl Stenborg i huvudrollerna efter plan av kung Gustav III. Kungen verkade starkt för dess utveckling och beställde 1775 ett nytt operahus vid Gustav Adolfs torg.

### Gustavianska operahuset (1782–1891)

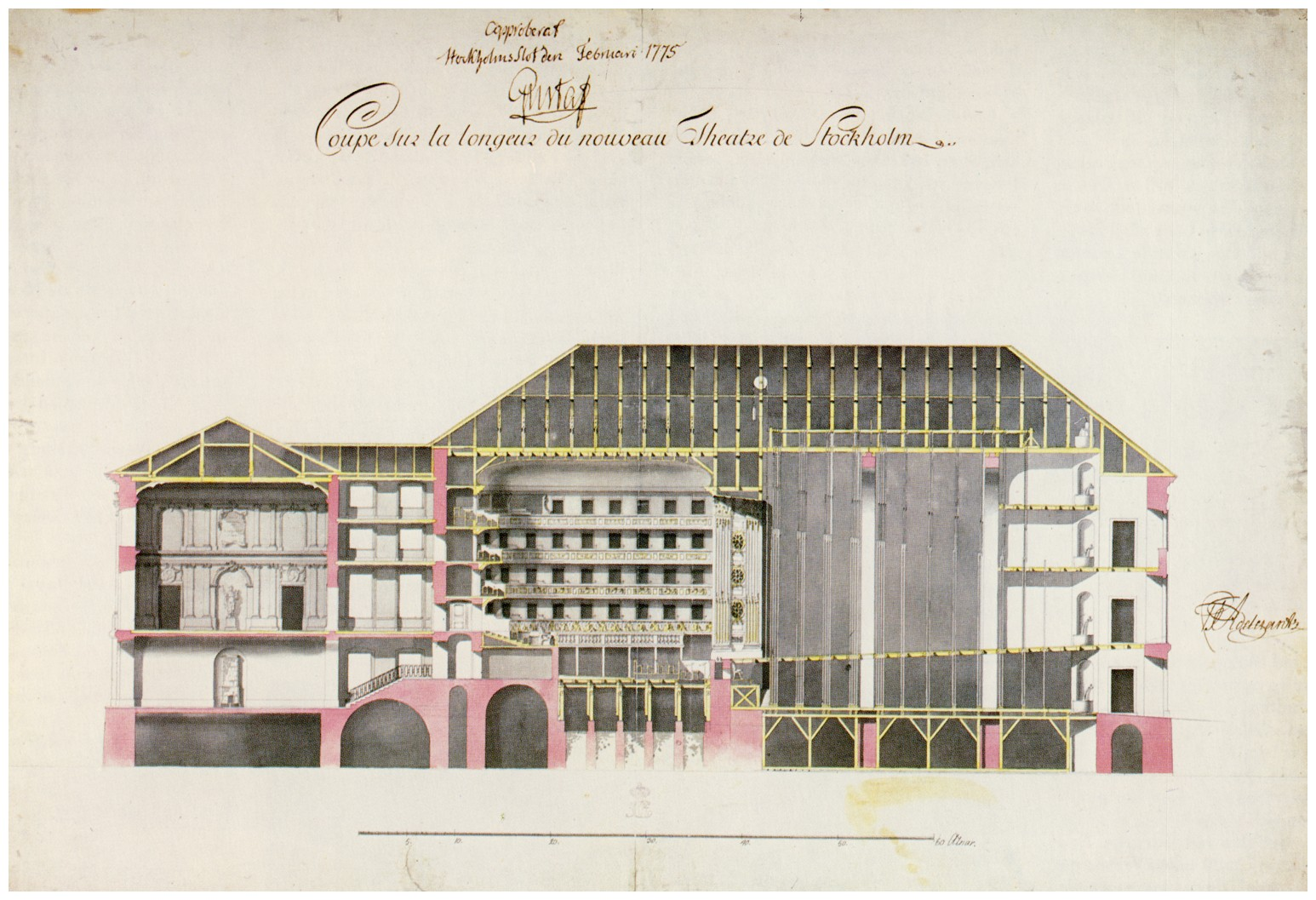
Gustav III:s operahus, sektion 1775.

Uppdraget att rita det nya operahuset, i dag kallat det gustavianska efter kungen Gustav III, gick till arkitekten Carl Fredrik Adelcrantz som tidigare ritat Drottningholms slottsteater. Byggnaden uppfördes vid Gustav Adolfs torgs östra sida och stod klar 1782. Salongen bestod ursprungligen av parkett samt fyra rader. En femte rad byggdes 1815. Scenens mått var 18 gånger 40 alnar.
Som en exakt pendang på andra sidan torget lät kung Gustav III:s syster, prinsessan Sofia Albertina, bygga Arvfurstens palats efter ritningar av stadsarkitekten Erik Palmstedt. Man kan alltså än idag se hur fasaden till det gustavianska operahuset såg ut innan det revs. I Arvfurstens palats huserar i dag utrikesdepartementet.
Den 16 mars 1792 mördades kungen vid en maskeradbal i detta operahus. Då huset revs bevarades det rum, det så kallade lilla kabinettet, dit kungen först fördes efter att han blivit skjuten. Detta rum kom att återskapas i nästkommande operahus. Efter mordet förbjöds offentliga maskeradbaler fram till 1821.
Efter drygt 110 års användning revs det Gustavianska operahuset 1892 eftersom byggnaden var sliten. Den ansågs dessutom vara för liten och brandfarlig och Oscar II önskade ett nytt modernt operahus på samma plats.

### Oscarianska operahuset (1898– )

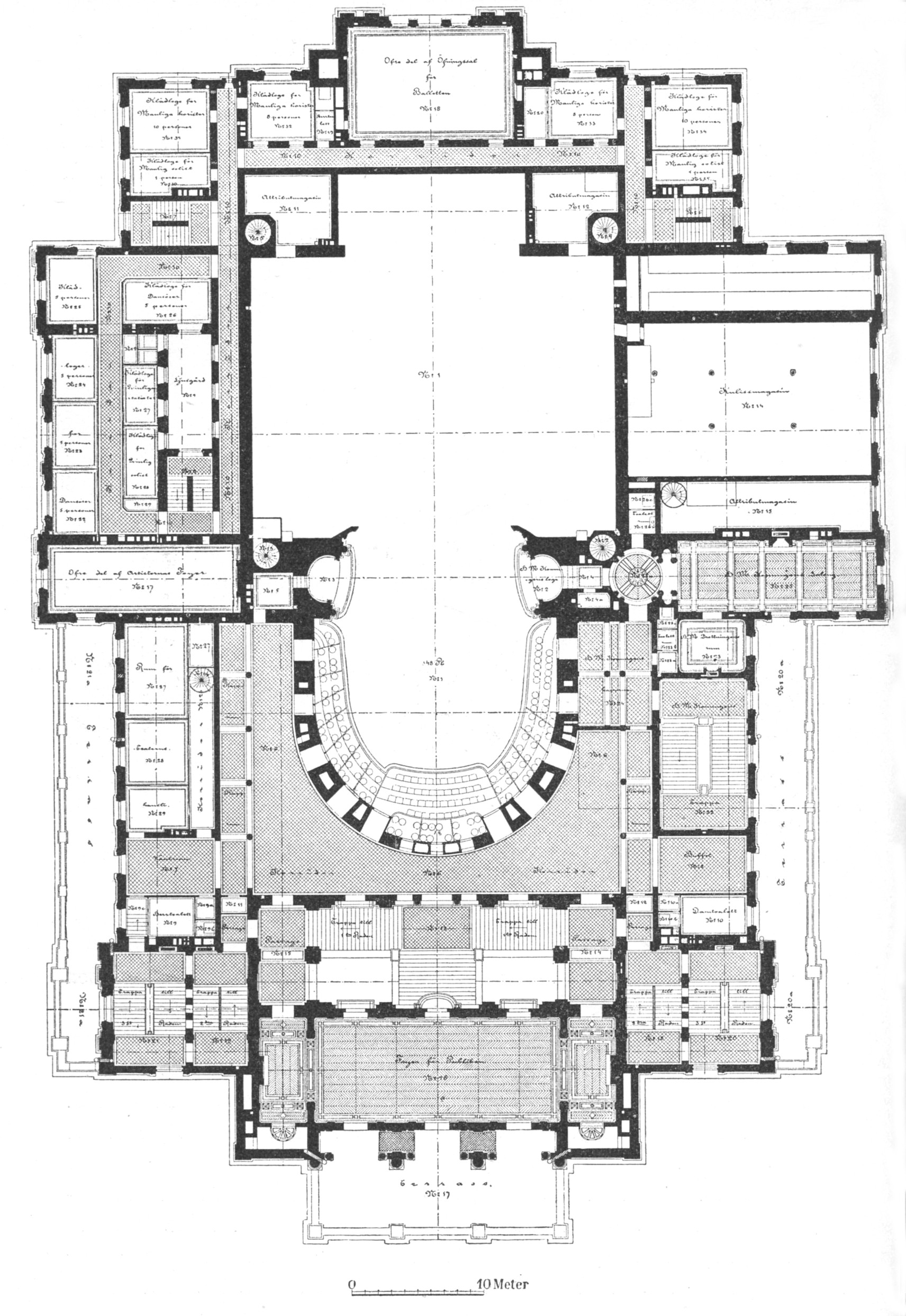
Axel Anderbergs planritning 1890-talet

Den 19 september 1898 kunde det nuvarande operahuset, ofta kallat det oscarianska efter kung Oscar II, tas i bruk. Huset är byggt på samma plats som sin föregångare. Under de sju år det tog att bygga huset höll Operasällskapet till på Svenska Teatern på Blasieholmen. Den nya byggnaden är ritad i nybarockstil av arkitekt Axel Anderberg, som hämtade mycket inspiration från Parisoperan. Scenen i det nya huset byggdes med samma mått som den gamla, så att samma dekor skulle kunna användas. Byggmästare var Andreas Gustaf Sällström.
Den nya byggnaden var en nagel i ögat för somliga. Journalister lär ha beklagat sig över att symmetrin vid Gustaf Adolfs torg blivit förstörd. En journalist skall ha kallat det oscarianska operahuset för "en trave uppstaplade cigarrlådor". Nybyggnaden väckte emellertid inte lika stort missnöje som Riksdagshuset, som kom att byggas några år senare.
Vid invigningen uppfördes Adolf Fredrik Lindblads opera Frondörerna, scener ur Franz Berwalds Estrella di Soria och en helt nykomponerad invigningskantat av Ivar Hallström.
Operasalongen har 1 100 platser fördelade på parkett och tre rader. I salongens tak finns en plafond, som är målad av Vicke Andrén, på vilken man bland annat kan se två keruber hålla i husets ritningar, samt en mäktig, två ton tung, ljuskrona. Av husets övriga över 1 000 rum märks framför allt den pampiga Guldfoajén, en lokal som mäter 28 gånger 8 meter och vars väggar är förgyllda och klädda med speglar. Guldfoajén ligger i direkt anslutning till den stora balkongen ut mot Gustav Adolfs torg. Att huset har totalt 13 våningar syns inte utåt. I operahusets del mot öst ligger också den förnäma restaurangen Operakällaren.
Huset har genomgått vissa smärre förändringar, utvändigt framför allt genom den 1955–1961 uppförda rotundaliknande tillbyggnaden på byggnadens östra sida. Arkitekter för denna var Peter Celsing och Nils Tesch. Lokalen används i dag som biscen, repetitionslokal samt diskotek. Invändigt har de flesta större förändringar gällt scenutrymmet. Under 1970-talet installerades ett hydrauliskt undermaskineri och ett övermaskineri. Det senare kom att bytas ut mot ett modernare under slutet av 1980-talet. Under scenen skapades ett repetitionsrum för orkestern och ett av sidotrapphusen byggdes om till publika hissar.

### Bilder

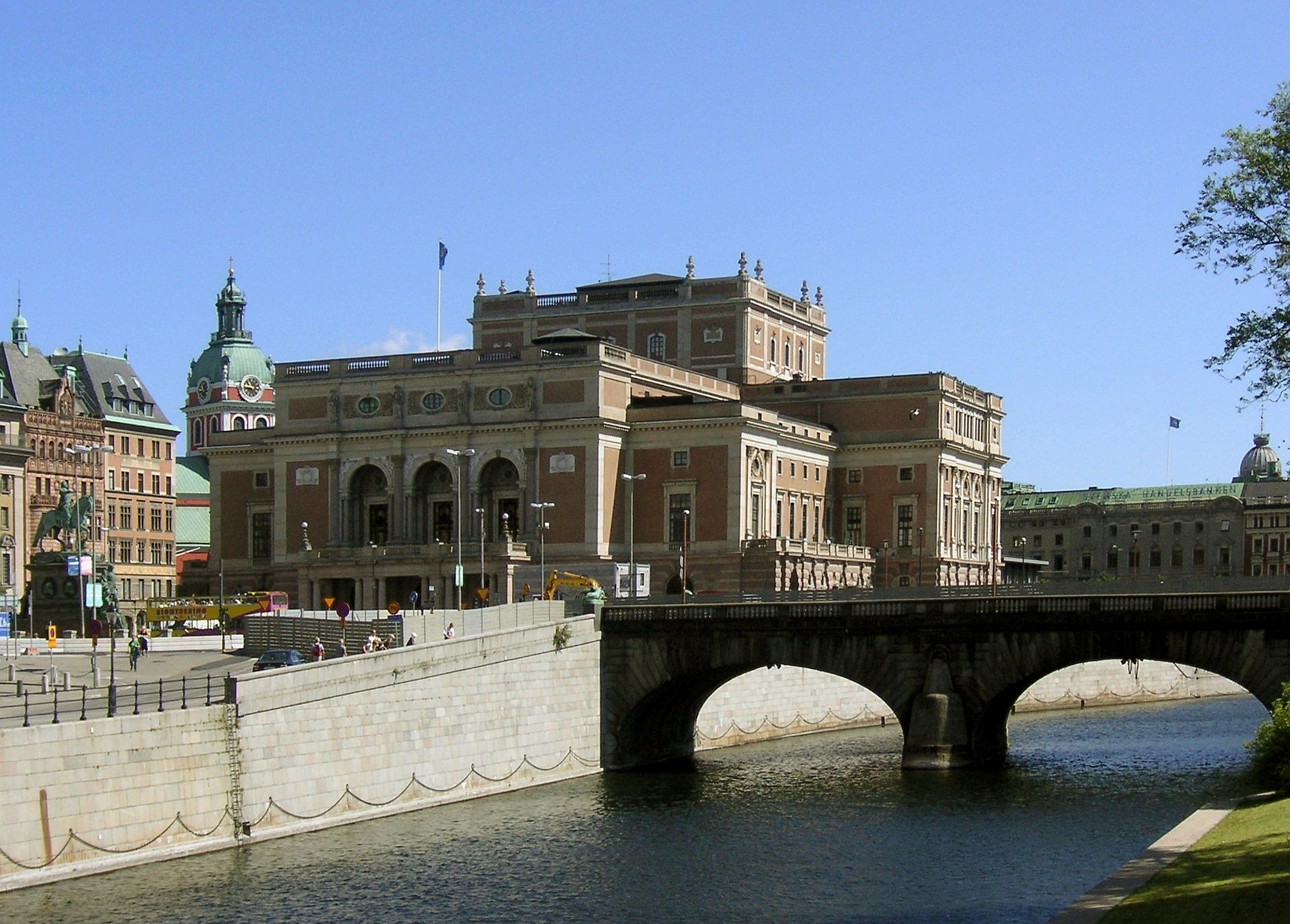
Operahuset, vy från Helgeandsholmen.
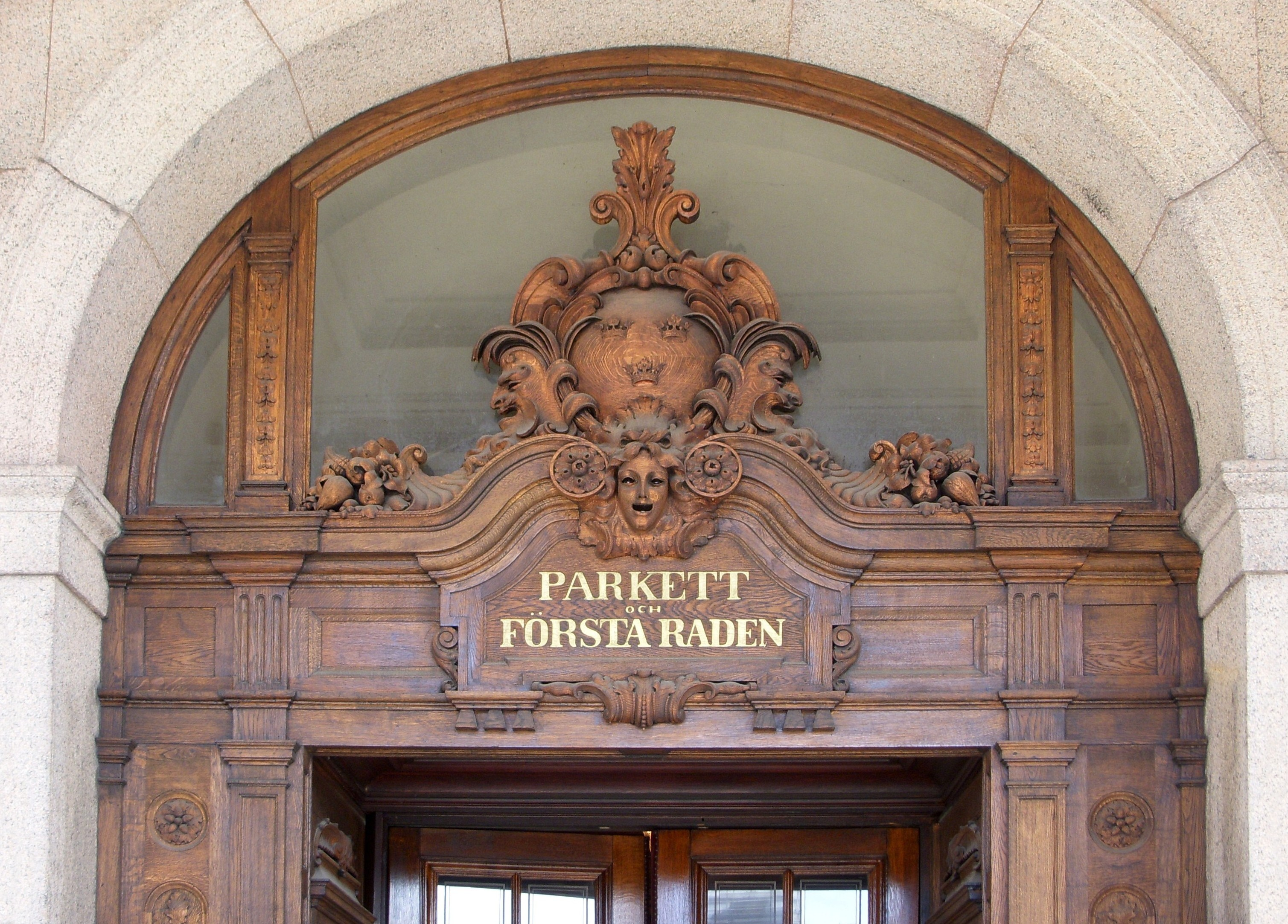
Sniderier över en av huvudentréerna 2009.
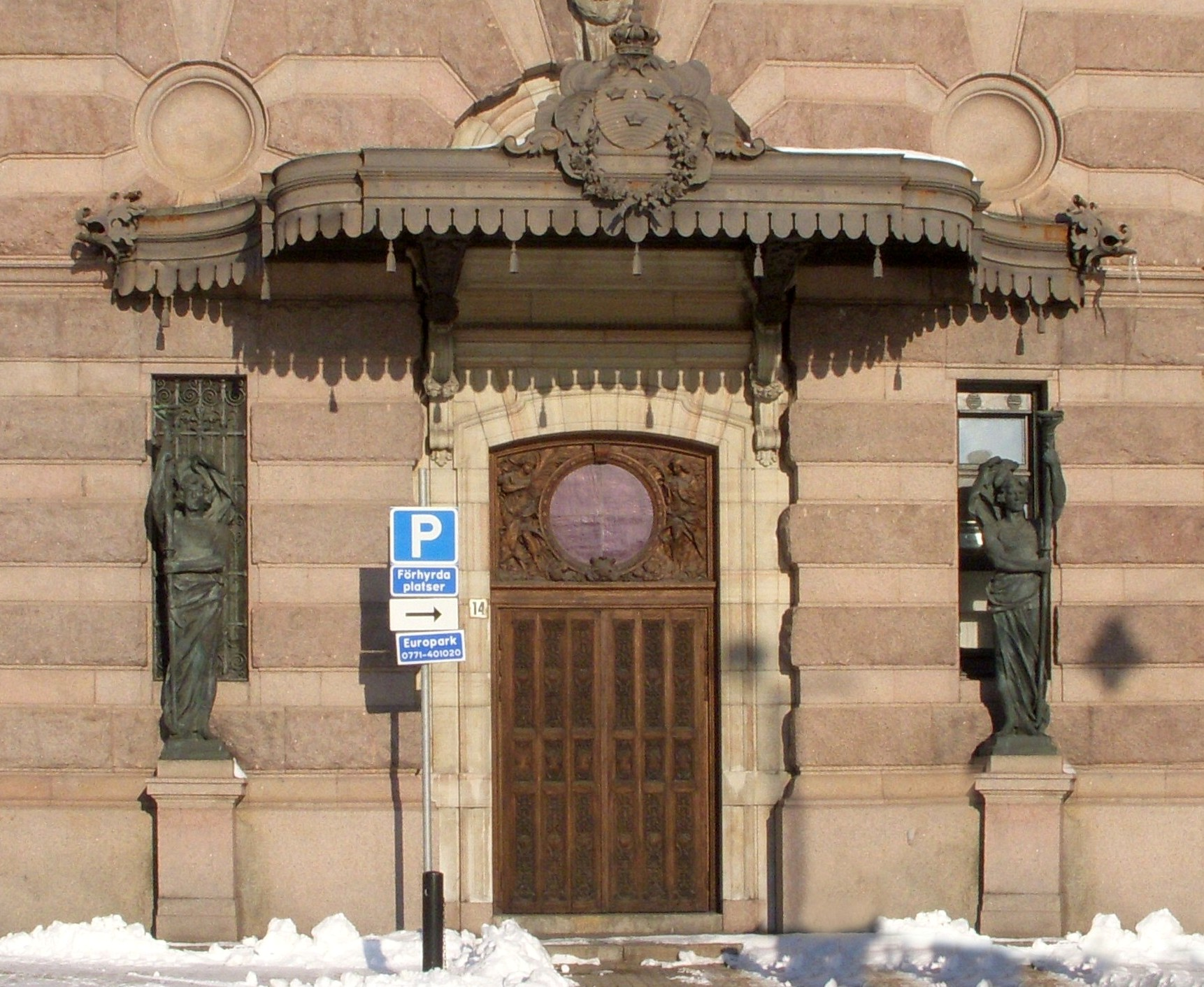
Oscar II hade sin egen entré.
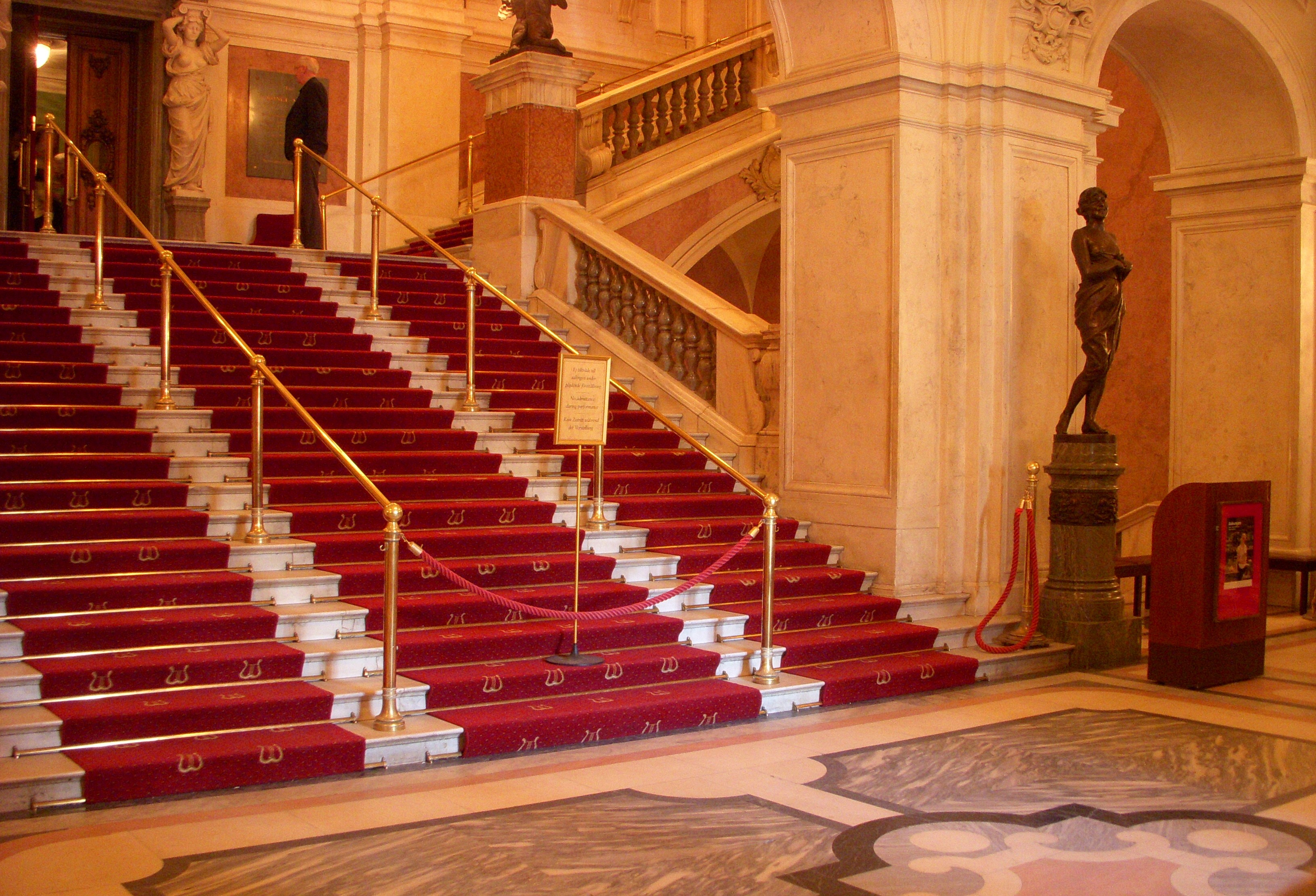
Foajé och huvudtrappa 2009.
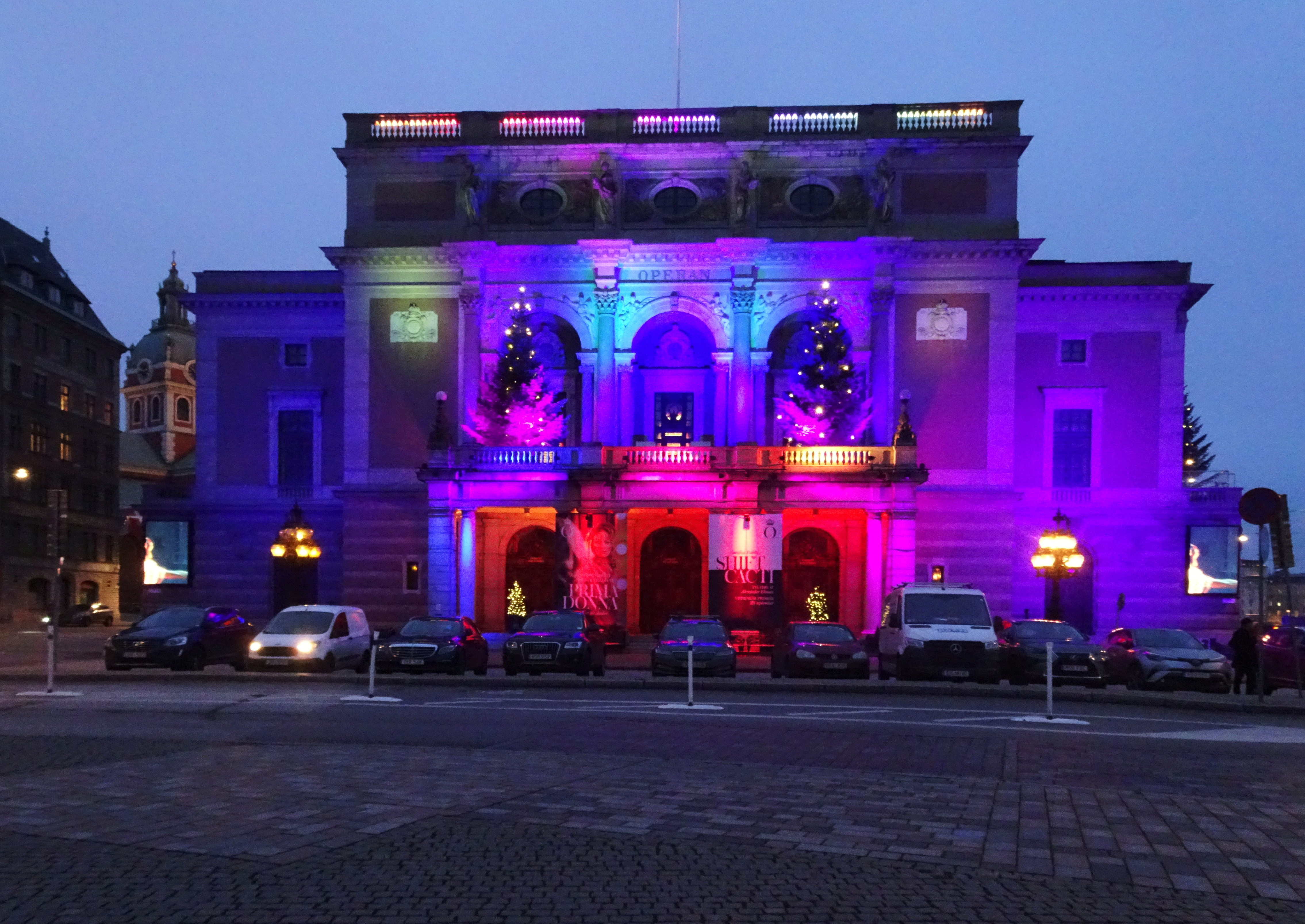
Operan med speciell fasadbelysning, "Nobel week lights", under Nobelveckan 2020.

### Framtida operahus
Då det nuvarande operahuset har stora brister framför allt vad gäller biutrymmen bakom scenen, men också ur andra scentekniska aspekter, har det under 2000-talets första årtionde höjts flera röster för att Stockholm bör få ett nytt modernt operahus. Detta inte minst efter att Göteborgsoperan, Operaen på Holmen i Köpenhamn och Norges nationalopera i Oslo uppförts på senare år. Några föreslagna platser för ett nytt operahus är Slussen, Värtahamnen och Danviksklippan.
I september 2013 beslöt regeringen att inte låta bygga ett nytt operahus i Stockholm. I stället skall Kungliga Operan vid Gustaf Adolfs torg renoveras och byggas ut. ”En av utgångspunkterna är att göra huset mer öppet och tillgängligt för allmänheten”, menade kulturministern Lena Adelsohn Liljeroth i en artikel i Svenska Dagbladet. Statens Fastighetsverk har fått i uppdrag att ta fram ett förslag till plan för renovering och ombyggnad av operahuset.

## Historiska bilder
Några bilder från Operans interiör tagna 1978. I första bilden från Guldfoajén syns i förgrunden Carina Aris byst föreställande Birgit Nilsson. Denna står numera på andra radens promenoar (korridor). I bakgrunden syns även en halvbyst föreställande Kristina Nilsson, vilken idag står i Operakaféet, en trappa ner från foajén. De övriga bilderna visar Operans magnifika takkrona och salongen sedd från scenen.

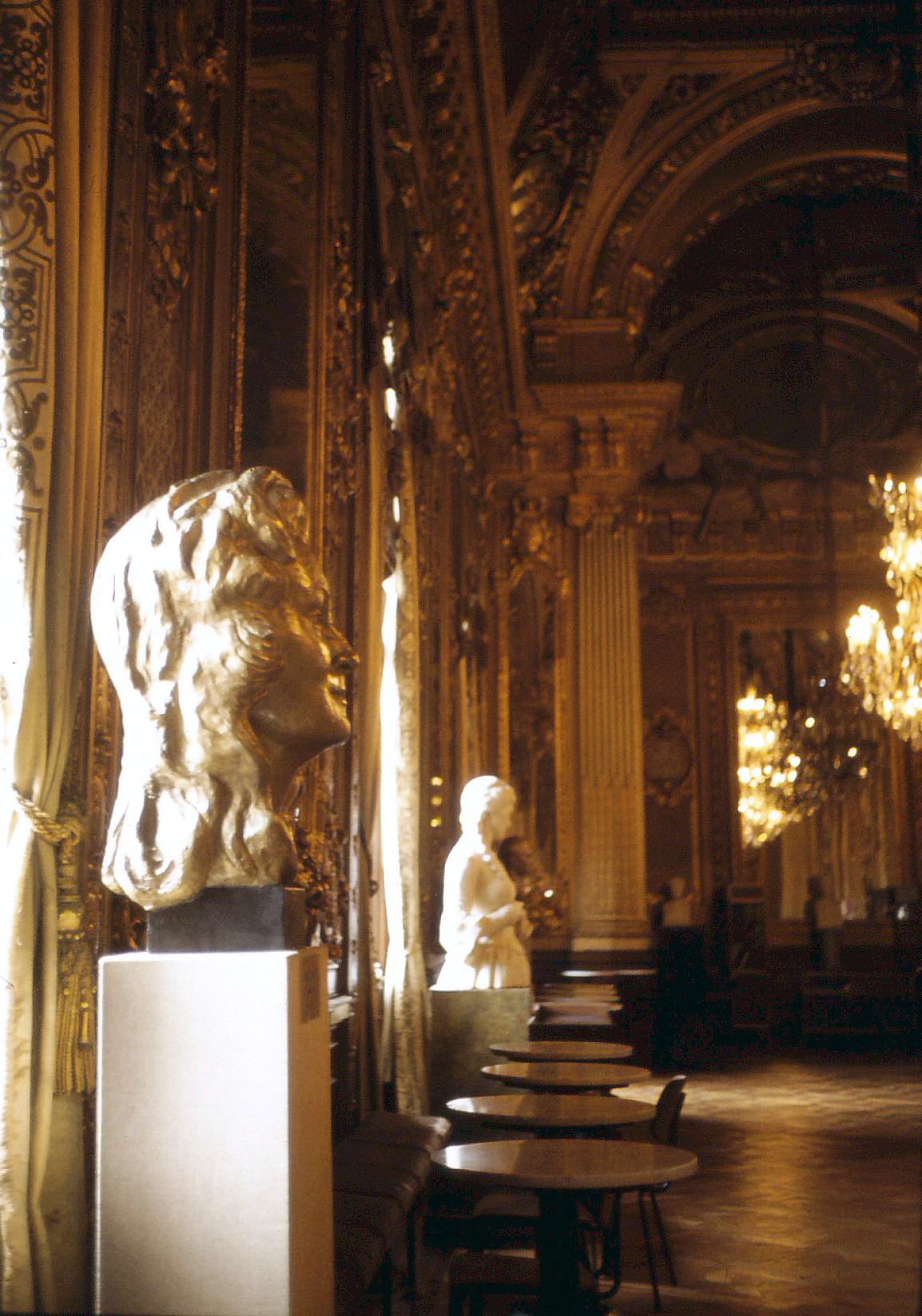
Operans Guldfoajé
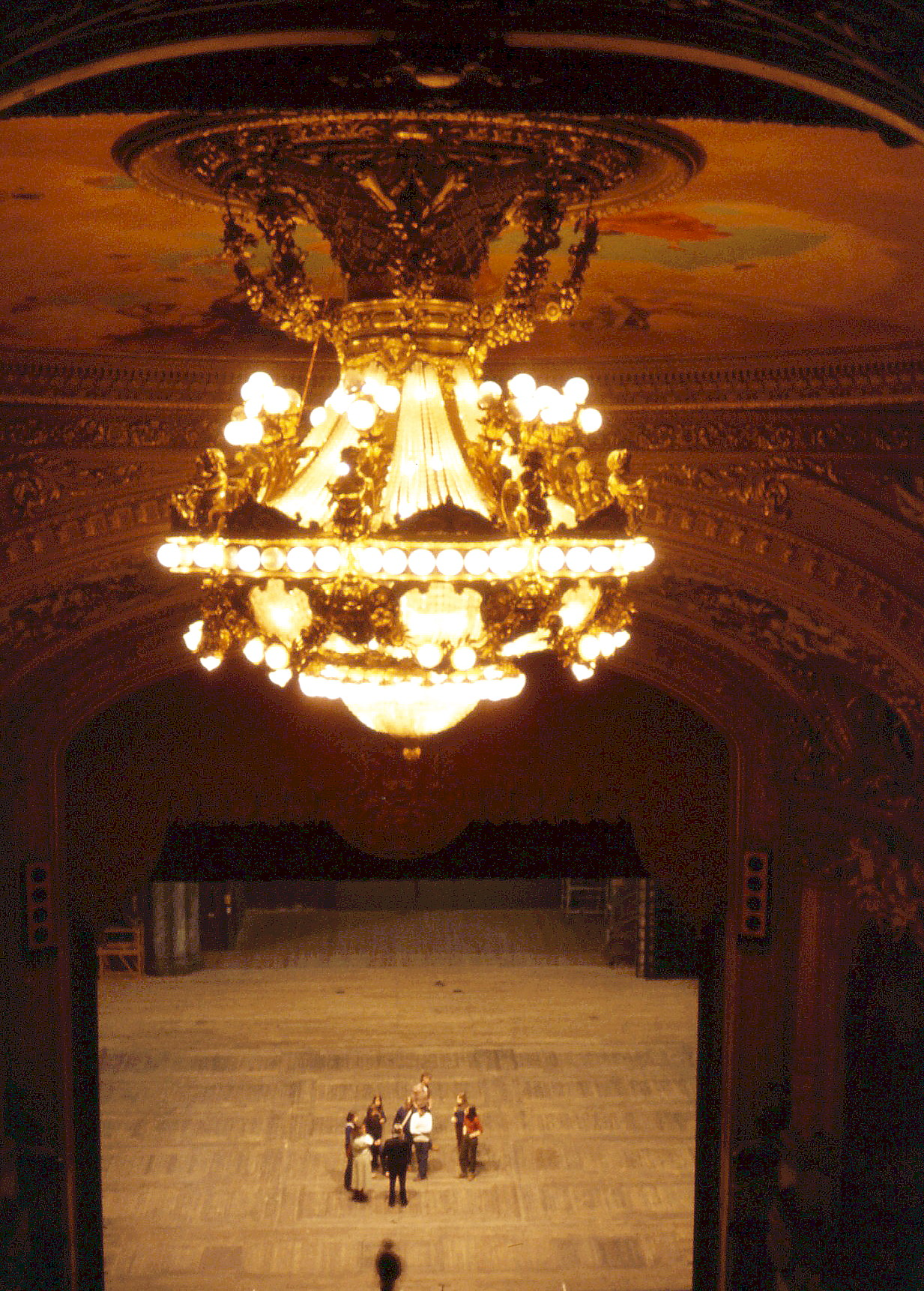
Operans stora takkrona
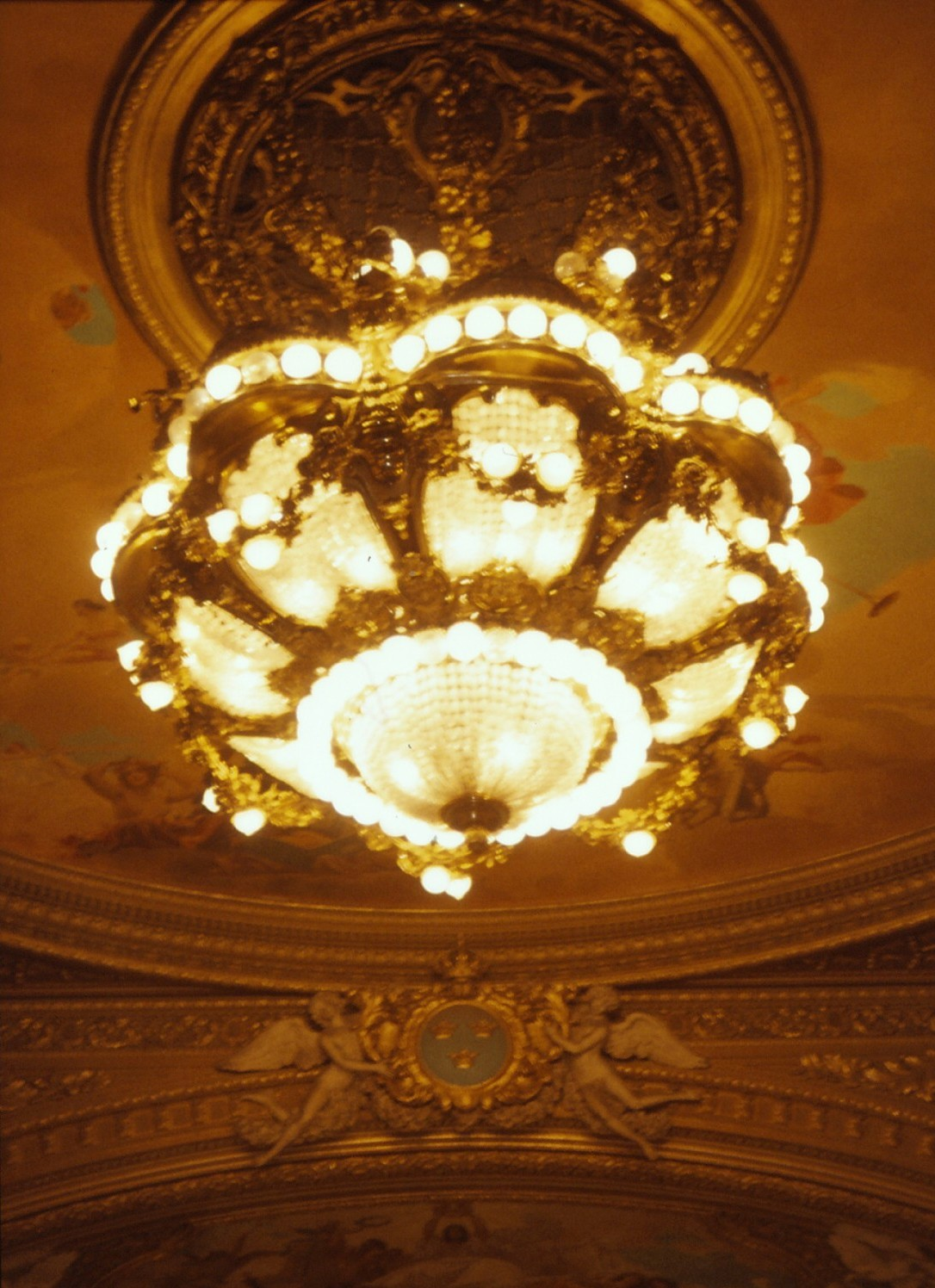
Operans stora takkrona
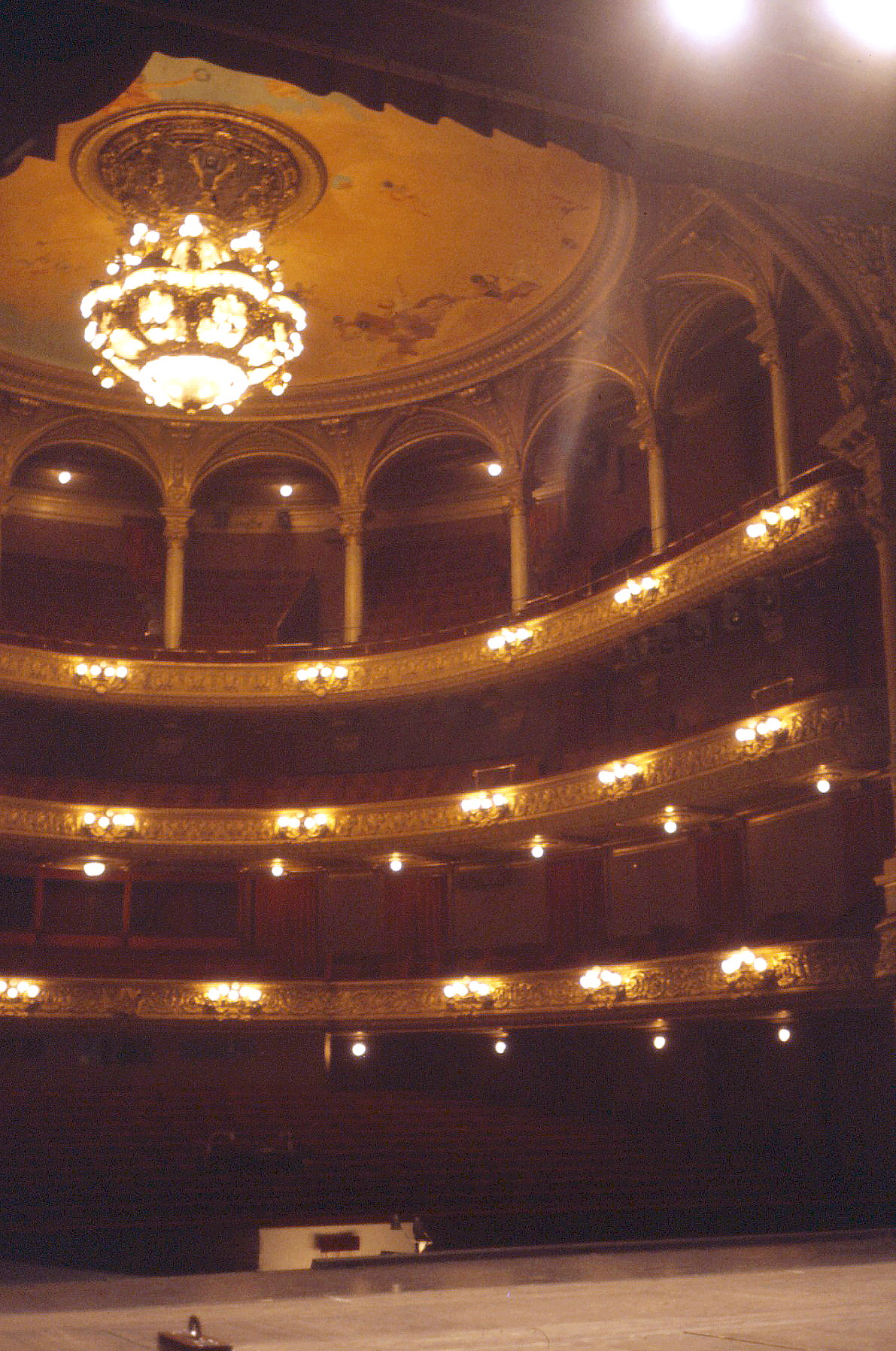
Blick från scenen

## Kungliga Operans namn
Kungliga Operan har haft tolv officiella namn på svenska sedan invigningen på 1700-talet. Det första namnet var Kongl. Svenska Operan. Vid invigningen av det nuvarande operahuset 1898 fick den namnet Kongl. Teatern (vilket 1908 moderniserades i sin stavning till Kungliga Teatern) och det var det officiella namnet till 1997 då man bytte till Kungliga Operan, bland annat för att det tidigare namnet ibland ledde till förväxling med Kungliga Dramatiska Teatern. Vardagligt har den länge kallats Operan. Nedan följer de ofiiciella namnen sedan 1773.

### Gustavianska operahuset
- 1773–1782 Kongl. Svenska Operan
- 1782–1806 Kongl. Operan
- 1806–1812 Operett-Theatern
- 1812–1813 Kongl. Operan
- 1813–1818 Kongl. Theatern Stockholms Theater
- 1818–1825 Kongl. Stora Theatern
- 1825–1863 Kongl. Theatern
- 1863–1888 Kongl. Stora Theatern
- 1888–1898 Kongl. Operan

### Oscarianska operahuset
- 1898–1908 Kongl. Teatern
- 1908–1997 Kungliga Teatern
- Från 1997 Kungliga Operan

## Operachefer
Se: Lista över svenska operachefer

## Gäddviken scen och dekorverkstad

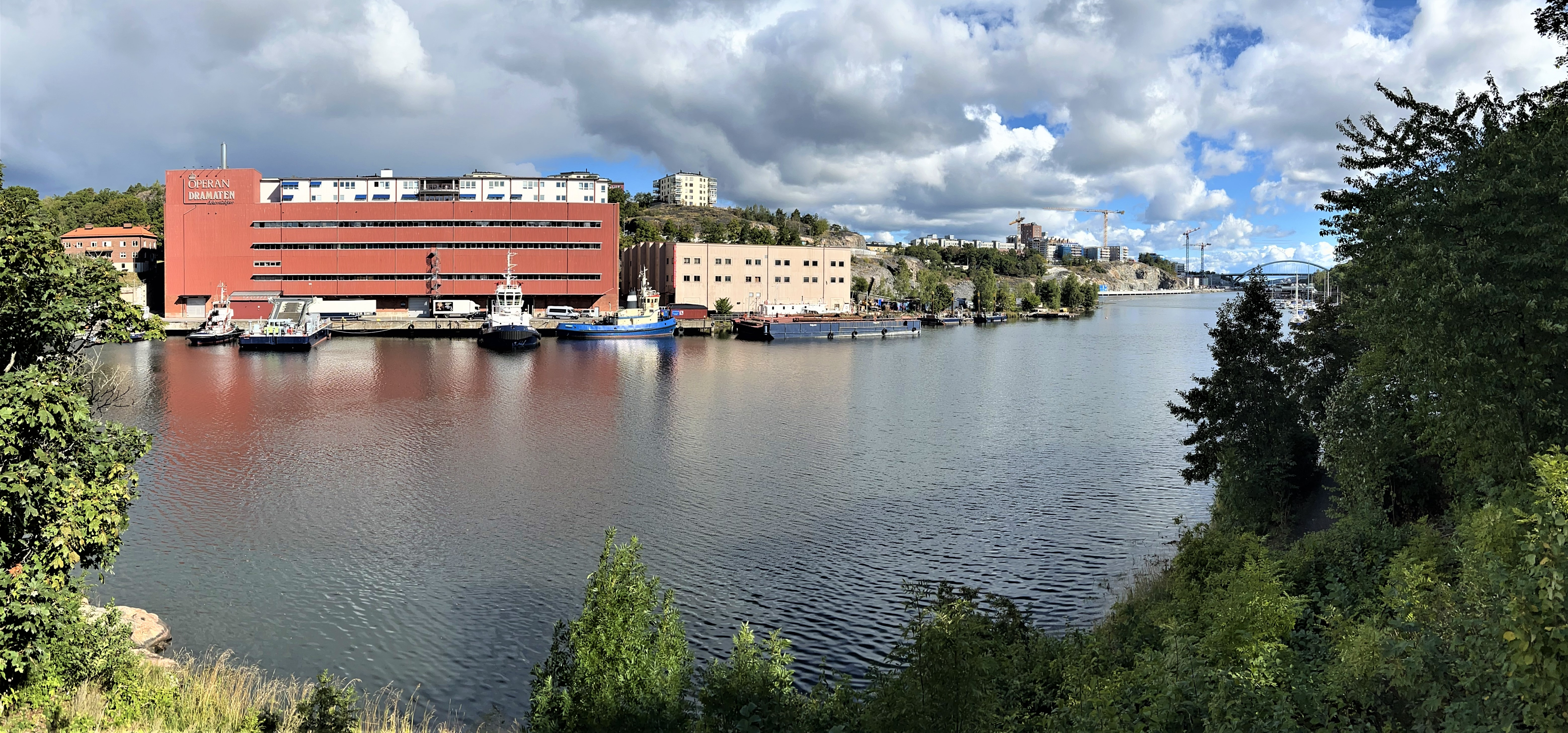
Gäddviken scen och dekorverkstad

Operan har tillsammans med Dramaten dekorverkstäder, ateljéer och repetitionslokaler vid Gäddviken i Nacka, vilka i samband med att hyreskontraktet där går ut år 2024 flyttas till ett helt nytt produktionscenter på cirka 14 000 kvadratmeter, som byggs i Flemingsberg.

## The Cube

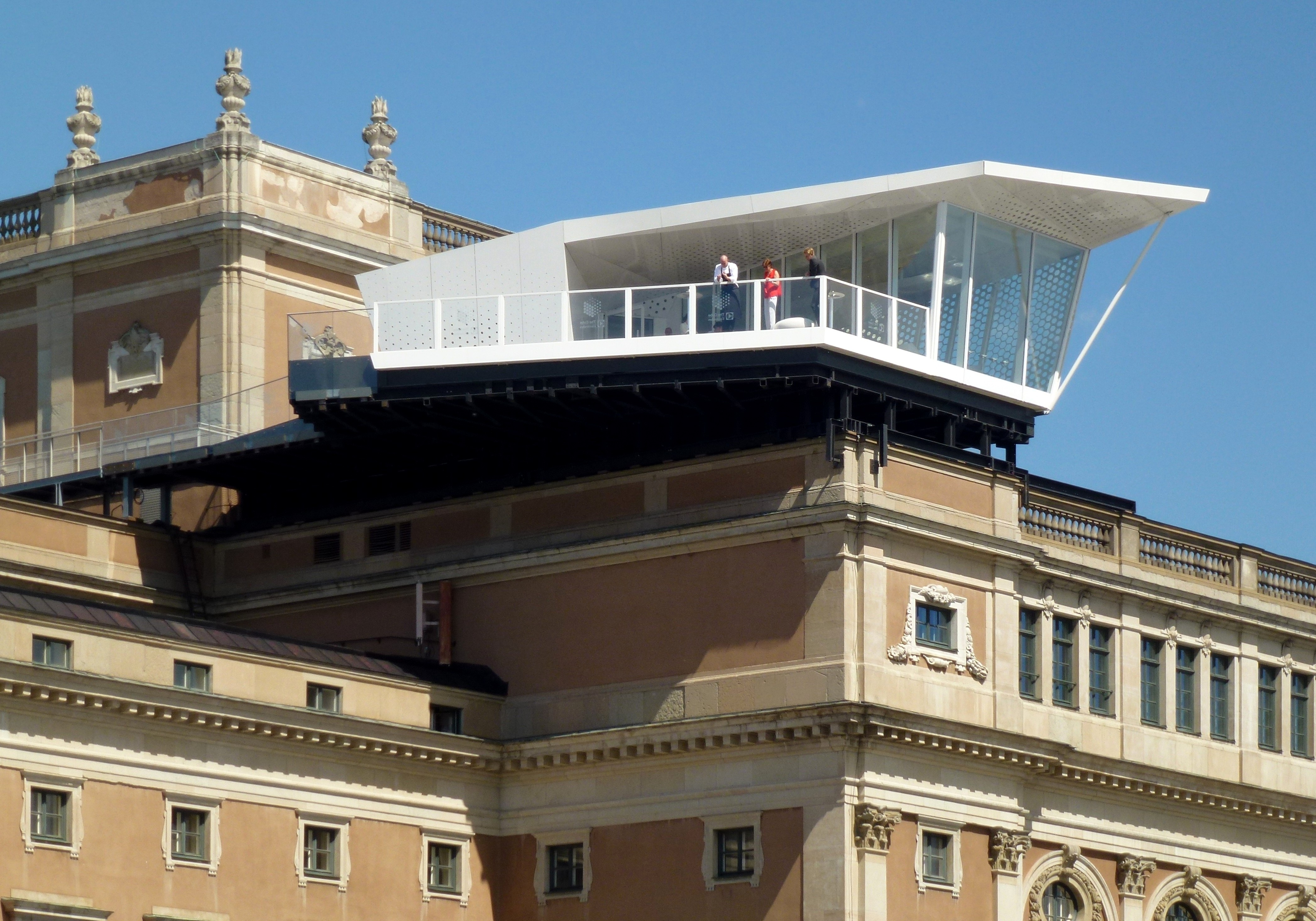
"The Cube" den 20 juni 2012.

”The Cube” var en tillfällig restaurangpaviljong som fanns på taket av Kungliga Operan mellan 18 juni och 21 oktober 2012 i ett samarbete med vitvarukoncernen Electrolux.
Enligt Statens Fastighetsverk (SFV) är det första gången som en historisk byggnad kring Stockholms ström utnyttjas på ett sådant sätt i marknadsföring. Stockholms skönhetsråd tyckte inte om initiativet och varnade för att statliga byggnadsminnen kan bli reklamplatser för storföretag. Även i andra europeiska städer finns, planeras eller har funnits liknade tillfälliga The Cube-paviljonger, exempelvis i London, Bryssel och Milano.